# 썸머 솔스티스
《썸머 솔스티스》(Solstice)는 미국에서 제작된 다니엘 미릭 감독의 2008년 공포, 스릴러, 드라마 영화이다. 2003년 영화 미드써머의 리메이크 작품이다. 엘리자베스 하노이스, 숀 애쉬모어 등이 주연으로 출연하였고 제임스 D. 스턴 등이 제작에 참여하였다.

## 출연

### 주연
- 엘리자베스 하노이스
- 숀 애쉬모어

### 조연
- 테일러 후츨린
- 아만다 사이프리드
- 맷 오리어리
- 힐러리 버튼
- R. 리 이메이
- 제나 힐드브랜드

## 기타
- 공동제작: 제프리 그로프
- 공동제작: 데이빗 그레이스
- 공동제작: 가릭 디온
- 미술: 브루턴 존스
- 의상: 캐롤라인느 에셀린
- 배역: 모니카 니켈슨
- 배역: 마리 베뉴